# 퓰리처상 속보 보도 부문
퓰리처상 속보 보도 부문(Pulitzer Prize for Breaking News Reporting)은 미국의 시상식인 퓰리처상의 14개의 저널리즘 분야 중 하나이다.

## 수상 내역
- 1990년 머큐리뉴스
- 1991년 마이애미 헤럴드
- 1992년 롱아일랜드 뉴스데이: 맨하튼 지하철에서 탈선하여 200명 사망하고 5명 부상
- 1993년 LA 타임스
- 1994년 뉴욕 타임스
- 1995년 LA 타임스
- 1996년 뉴욕 타임스
- 1997년 롱아일랜드 뉴스데이
- 1998년 LA 타임스
- 1999년 Hartford (CT) Courant
- 2000년 덴버 포스트
- 2001년 마이애미 헤럴드
- 2002년 월 스트리트 저널
- 2003년 이글 트리뷴
- 2004년 LA 타임스
- 2005년 The Star-Ledger
- 2006년 타임스 피카윤
- 2007년 오리고니안
- 2008년 워싱턴 포스트
- 2009년 뉴욕 타임스
- 2010년 시애틀 타임스
- 2011년 수상자 없음
- 2012년 The Tuscaloosa
- 2013년 덴버 포스트
- 2014년 보스턴 글로브
- 2015년 시애틀타임스: 2014년 3월 시애틀에서 일어난 대규모 산사태를 보도
- 2020년 로이터 :  2019년 홍콩 시위 보도[1]